# Sardska biskupija
Biskupija Sard (lat. Dioecesis Sardanensis) je rimokatolička biskupija u Albaniji.
U starije vrijeme, u 11. stoljeću se nalazila u Duklji.
Nalazi se uz rijeku Bojanu, istočno od grada Skadra. Ime je dobila po gradu Sardu, koji se nalazi na istočnoj obali rijeke. Sard je vjerojatno bio pogranična utvrda.
Danas postoji kao naslovna biskupija. Današnji biskup je Ramiro Moliner Inglés.